# Швець Антон Юрійович
Антон Юрійович Швець (16 березня 1994, с. Кіблич) — український паратхеквондист. Майстер спорту України міжнародного класу. Представлятиме Україну на літніх Паралімпійських іграх 2020 у Токіо. Перший в історії учасник Паралімпійських ігор з України у чоловічому паратхеквондо.

## Біографічні відомості
Народився у с. Кіблич Гайсинського району Вінницької області.
Спортом почав захоплюватися у шкільні роки. Деякий час до Кіблича приїздив тренер з Гайсина Валерій Верзун, який допоміг освоїти основи карате. Після закінчення школи навчався в Ладижинському коледжі на механіка. 
Пізніше почав тренуватися під керівництвом Сергія Брушніцького.

## Спортивні здобутки
- Срібний призер Чемпіонату світу 2017 року
- Чемпіон Європи 2017 року
- Чемпіон Європи 2018 року
- Бронзовий призер Чемпіонату світу 2019 року
- Бронзовий призер Чемпіонату Європи 2019 року